# Von Essen (efternamn)
von Essen är ett efternamn, som i Sverige bärs av personer tillhörande ätterna von Essen och von Essen af Zellie. Den 31 december 2013 var det 321 personer i Sverige med efternamnet von Essen.

## Personer med efternamnet von Essen
- Alexander von Essen (1594–1664), tyskbaltisk adelsman och svensk militär
- Alfred von Essen (1869–1937), svensk godsägare
- Anton Carl Gustaf von Essen (född 1981), svensk artistmanager, talangscout och företagsledare
- Carl von Essen, flera personer
  - Carl von Essen (militär) (1873–1960), svensk överste och sekundchef
  - Carl von Essen (jurist) (1874–1935), svensk godsägare, häradshövding och politiker, liberal
  - Carl von Essen (fäktare) (1940–2021), svensk fäktare
- Carl Didrik von Essen (1842–1914), svensk militär
- Carl Fredrik Reinhold von Essen (1789–1820), svensk militär och hovman
- Carl Gustaf von Essen (1815–1895), finländsk väckelsepräst, professor i praktisk teologi
- Carl-Gustaf von Essen (1910–1976), svensk ingenjör och företagsledare
- Carl Magnus von Essen (1873–1960), svensk militär
- Carl Reinhold von Essen (1868–1949), svensk militär och hovman
- Carl-Reinhold von Essen (1891–1980), svensk  militär och hovman
- Charlotte von Essen (född 1963), svensk jurist och ämbetsman
- Christian von Essen (född 1979), poddare och författare
- Didrik von Essen, flera personer
  - Diedrich von Essen af Zellie (1620-1678). överste och godsägare i Finland
  - Didrik von Essen (konstnär) (1856–1922), svensk konstnär och fotograf
  - Didrik von Essen af Zellie (militär) (1864–1936), generalmajor i Finland
- Eleonora von Essen (född 1978), matskribent och kokboksförfattare
- Elisabeth Douglas, född von Essen (född 1941), godsägare och finansperson
- Erica von Essen, (född 1987), forskare och docent i miljökommunikation
- Eric von Essen (1910–1986),godsägare
- Fredric Ulric von Essen (1721–1781), svensk godsägare och politiker
- Fredric Ulric von Essen den yngre (1788–1855), svensk militär, friherre
- Fredrik von Essen (1831–1921), svensk riksmarskalk, politiker, friherre
- Fredrik von Essen (1871–1936), svensk godsägare
- Georg Didrik von Essen af Zellie (1689-1759), generalmajor i Sverige
- Gustaf von Essen, flera personer
  - Gustaf von Essen (1803–1874), militär, kammarherre, greve
  - Gustaf von Essen (1883–1936), militär
  - Gustaf von Essen (politiker) (född 1943)
- Göran von Essen  (1908–1966), ingenjör och arkitekt
- Hans von Essen (1900–1973), finländsk militär
- Hans Henric von Essen, flera personer
  - Hans Henric von Essen (1671–1729), svensk godsägare, friherre
  - Hans Henric von Essen (1755–1824), svensk fältmarskalk, riksståthållare, riksmarskalk, greve
  - Hans Henric von Essen (1820–1894), näringsidkare och predikant
  - Hans Henrik von Essen (1835–1894), svensk diplomat, greve
  - Hans-Henrik von Essen (1873–1923), svensk diplomat, friherre
- Henrik Johan von Essen (1671–1750), svensk militär
- Johan von Essen (af Zellie) (1611-1661), generalmajor i Sverige, godsägare i Brandenburg i Tyskland
- Johan August von Essen (1815–1873), finländsk ämbetsman och författare
- Jonas von Essen (född 1991), svensk minnesatlet
- Lily von Essen (1896–1990), svensk tennisspelare
- Magnus von Essen (1901–1980), sjöofficer och företagsledare
- Mathilda von Essen (född 1989), svensk skådespelare
- Niclas Didrik von Essen af Zellie (1724-1801), generallöjtnant i Sverige
- Nikolaj von Essen (1861–1915), rysk sjömilitär, amiral
- Odert Reinhold von Essen den äldre (1665–1714), svensk militär
- Odert Reinhold von Essen den yngre (1755–1837), finlandssvensk militär
- Per Erik von Essen (1916–1971), svensk företagsledare
- Reinhold von Essen, flera personer
  - Reinhold von Essen (politiker) (1826–1910), svensk godsägare, politiker, friherre
  - Reinhold von Essen (militär) (1846–1904), svensk militär
  - Reinhold von Essen (ingenjör) (1848–1914), svensk järnvägsingenjör
- Reinhold Wilhelm von Essen (1669–1732), militär
- Robert von Essen (1901–1957), finländsk musiker och kompositör
- Rutger von Essen (1914–1977), svensk godsägare
- Sabina von Essen (född 1995), svensk konstnär
- Siri von Essen af Zellie (1850–1912), finlandssvensk skådespelare
- Thure Gustaf von Essen (1790–1860), svensk militär
- Ulla Ekström von Essen (född 1959), svensk idéhistoriker
- Ulrik von Essen (född 1964), svensk professor i juridik, justitieråd
- Wera von Essen, flera personer
  - Wera von Essen (1890–1953), svensk friherrinna
  - Wera von Essen (född 1986), svensk författare
- Werner von Essen (1875–1947), finländsk arkitekt
- Wilhelm von Essen, flera personer
  - Wilhelm von Essen (1859–1949), svensk militär
  - Wilhelm von Essen (1879–1972), svensk militär